# Sebastian Stark
Sebastian Stark (* 18. April 2000 in Waidhofen/Thaya, Niederösterreich) ist ein österreichischer Politiker der Österreichischen Volkspartei (ÖVP). Er ist seit 12. Juni 2025 Mitglied des Bundesrats und seit März 2025 Vorsitzender der Bundesjugendvertretung. Seit April 2023 ist er Landesobmann der Jungen Volkspartei Niederösterreich, seit Juni 2024 Bundesobfrau-Stellvertreter von Claudia Plakolm.

## Biografie

### Ausbildung und Beruf
Sebastian Stark besuchte von 2006 bis 2010 die Volksschule Gmünd und anschließend bis 2018 das Gymnasium Gmünd, wo er ab 2016 Schulsprecher war. Im Schuljahr 2017–18 war er Landesschulsprecher und Mitglied der Bundesschülervertretung, 2018–19 Landesobmann der Schülerunion Niederösterreich und 2019–20 Bundesobmann der Schülerunion.
2023 schloss er das Bachelorstudium Unternehmensführung-Entrepreneurship an der FHWien der WKW ab und begann das Masterstudium Technisches Management in der Vertiefungsrichtung Energie und Umwelttechnik an der FH Campus Wien. Das Wintersemester 2021 studierte er als Auslandssemester an der Sungkyunkwan-Universität in Seoul, Südkorea.
Stark war in der Buchhandlung der Familie tätig, 2018 konnte die Auszeichnung „Österreichische Buchhandlung des Jahres“ gewonnen werden. Er absolvierte Praktika beim Amt der Niederösterreichischen Landesregierung in der Abteilung Anlagentechnik und bei der REWE International AG im Konzerncontrolling. Seit Oktober 2022 ist er als Angestellter bei der STRABAG AG tätig.

### Politik
Stark war im Schuljahr 2017–18 als Landesschulsprecher für Niederösterreich Mitglied der Bundesschülervertretung und in dieser Funktion in der Vertretung aller 1,1 Millionen Schülerinnen und Schüler Österreichs tätig. In dieser Zeit wurde die größte Schülerbefragung Österreichs mit 30.000 Beteiligten durchgeführt und das Schülerparlament gesetzlich verankert. Während seiner Amtszeit als Bundesobmann der Schülerunion erfolgte 2020 die Auszeichnung durch den Jugendstaatspreis im Bereich „Jugendarbeit online“. An der FHWien der WKW war er während dem Studium als stellvertretender Vorsitzender der ÖH und Obmann der Aktionsgemeinschaft in der Interessensvertretung aktiv.
2020 bis 2023 war Stark Obmann der Jungen Volkspartei im Bezirk Gmünd, kandidierte bei der Landtagswahl 2023 im Bezirkswahlkreis Gmünd und erreichte als Jugendkandidat nach Vorzugsstimmen den zweiten Platz unter den Kandidaten der ÖVP. Am 15. April 2023 wurde er zum Landesobmann der JVP Niederösterreich gewählt. Ebenfalls seit dem Frühjahr 2023 ist Sebastian Stark Mitglied des Landesgruppenvorstands des Niederösterreichischen Wirtschaftsbundes und Stellvertretender Vorsitzender des Niederösterreichischen Jugendrates.
Stark ist seit Juni 2024 Stellvertreter von Claudia Plakolm in der Jungen Volkspartei und wurde im März 2025 zum Vorsitzenden der Bundesjugendvertretung gewählt. Am 12. Juni 2025 wurde er einstimmig vom Niederösterreichischen Landtag in den Bundesrat entsandt und wurde mit der Angelobung am 26. Juni 2025 der jüngste Abgeordnete der ÖVP auf Bundesebene.

### Privates
Sebastian Stark spielt Fußball bei SC Gmünd und SV Kirchberg am Walde, ist Mitglied der Pfadfinder und Pfadfinderinnen Österreichs und Mitglied der Ö.k.a.V. Rhaeto-Danubia im ÖCV. Er ist im Club Alpbach Niederösterreich und im Uni-Management-Club engagiert.